# Belgentier
Belgentier ist eine französische Gemeinde mit 2.387 Einwohnern (Stand 1. Januar 2022) im Département Var in der Region Provence-Alpes-Côte d’Azur.

## Geographie
Belgentier liegt etwa 30 km Luftlinie nördlich von Toulon im oberen Gapeautal zwischen mit Äckern und Gehölzen bedeckten Hügeln. An der Ostseite des Massif de Morières befinden sich zahlreiche Schluchten. Das Gemeindegebiet gehört zum Regionalen Naturpark Sainte-Baume.

## Geschichte
Der im 11. Jahrhundert erstmals als Belcenceig und Beigenciacum genannte Ort wurde von den Grafen von Marseille beherrscht, später von der Abtei Saint-Victor.
Im September 1651 kamen bei einem Hochwasser des Gapeau 84 Menschen ums Leben.

## Gemeindepartnerschaften
Seit 2006 besteht eine Gemeindepartnerschaft mit der Gemeinde Geschwenda, seit 2019 Ortsteil der Gemeinde Geratal, in Thüringen.

## Persönlichkeiten
Belgentier ist der Geburtsort des französischen Gelehrten, Sammlers, Antiquars und Mäzens Nicolas-Claude Fabri de Peiresc (1580–1637).